# Shire of Atherton

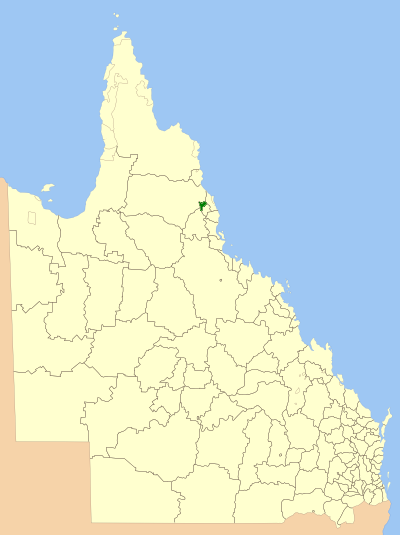

Der Shire of Atherton war ein Verwaltungsbezirk in Queensland, Australien. Am 17. März 2008 ging er zusammen mit den Shires of Eacham, Herberton und Mareeba im Tablelands Regional Council auf.

## Städte und Ortschaften

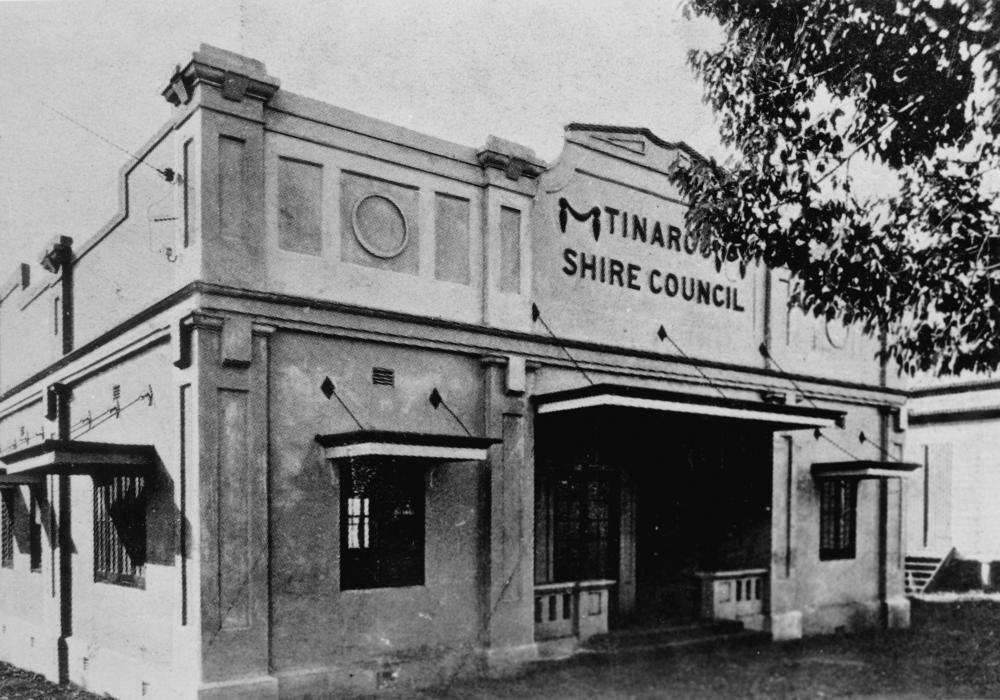
Shire Council in Atherton, Queensland, 1928

Das Shire of Atherton enthält folgende Siedlungen:
- Atherton
- Barrine
- Carrington
- Kairi
- der See Tinaroo
- Tinaroo
- Tolga
- Upper Barron
- Walkamin
- Wongabel

## Bevölkerungszahlen
| Jahr | Einwohnerzahl |
| ---- | ------------- |
| 1933 | 3.962         |
| 1947 | 4.335         |
| 1954 | 5.401         |
| 1961 | 5.806         |
| 1966 | 5.311         |
| 1971 | 5.638         |
| 1976 | 6.240         |
| 1981 | 7.501         |
| 1986 | 8.518         |
| 1991 | 9.518         |
| 1996 | 10.119        |
| 2001 | 10.509        |
| 2006 | 10.912        |